# Cratere Besua
Besua  è un cratere sulla superficie di Cerere.